# Adam Miller (zpěvák)
Adam Miller (24. února 1947 – 4. února 2025) byl americký folkrockový zpěvák a autor písní.

## Život
Pocházel z Washingtonu, v mládí zpíval soprán ve sboru, později se rodina často stěhovala, krátce žila i v Evropě; Miller se začal učit na kytaru a na klavír a začal psát vlastní písně.
Spolupracoval s Wesem Farrellem, který produkoval alba popového zpěváka Davida Cassidyho, Cherish a Rock Me Baby (obě 1972). Miller je autorem několika písní vydaných na těchto albech. Jeho píseň „The West Wind Circus“ nahrála zpěvačka Helen Reddy na svém albu Long Hard Climb (1973). Rovněž zpíval v písni „The Soul of Patrick Lee“ od Johna Calea, vydané na jeho albu Church of Anthrax (1971). Také zpíval doprovodné vokály na albu Desertshore zpěvačky Nico, které Cale produkoval. Doprovodné vokály zpívá také na albu Garland Jeffreys (1973) hudebníka Garlanda Jeffreyse.
Vydal dvě sólová alba ve vydavatelství Chelsea Records (RCA), obsahující jak jeho vlastní verze písní, které napsal pro Cassidyho, tak i další nové písně. První z nich, nazvané Who Would Give His Only Song Away, vyšlo v roce 1972, obsahovalo deset písní, produkoval jej Wes Farrell, a hráli na něm mimo jiné kytarista Larry Carlton, klavírista Mike Melvoin, saxofonista Jim Horn a bubeník Hal Blaine. Album bylo v dobové recenzi popsáno jako: „Pronikavé texty a Millerův nosový, lidový hlas jsou příjemné, ale je to dobré, dalekosáhlé instrumentální pozadí alba, které staví produkci nad běžný folk a do jakési kategorie pop-folku.“ Jiný recenzent napsal, že v jeho textech a hudbě je „tajemství, záhadnost, ale přitom jsou tak jasné, tak hladké. Pustí si vás tak hluboko do hlavy, že musíte poslouchat a nechat hudbu znamenat to, co znamená – pro vás.“
Druhé album, Westwind Circus, vydal o dva roky později, opět obsahuje deset písní, a hráli na něm například hráč na syntezátory Michael Kamen a bubeníci Steve Gadd a Rick Marotta. Po vydání tohoto alba Miller zmizel z veřejného života.

## Diskografie

### Alba
- Who Would Give His Only Song Away (1972)
- Westwind Circus (1974)

### Singly
- Man of My Word / Hope I Win (1972)
- The Last Word / Blind Hope (1974)